# Liste latinisierter Personennamen
Dies ist eine Liste latinisierter Personennamen.
Zur Sache siehe den Artikel Latinisierung von Personennamen.

## Liste latinisierter Personennamen

### A
- Valens Acidalius (Havekenthal, 1567–1595)
- Jacobus Acontius (Giacomo Aconcio, † um 1567)
- Melchior Acontius (Melchior Volz, 1515–1569)
- Johannes Aesticampianus (Johannes Rak, 1457–1520)
- Georgius Agricola (Georg Pawer bzw. Bauer, 1494–1555)
- Rudolf Agricola (Roelof Huysman, 1444–1485)
- Stephan Agricola (Stephan Kastenbauer, 1491–1547)
- Vitus Amerbachus (Veit Amerbach, 1503–1557)
- Anselmus Cantuariensis (Anselmo d’Aosta/Anselm von Canterbury, 1033–1109)
- Petreius Aperbacchus (Peter Eberbach, 1480–1531)
- Petrus Apianus (Peter Bennewitz, 1495–1552)
- Philippus Apianus (Philipp Bennewitz, 1531–1589)
- Jacobus Arminius (Jacob Harmensz, 1560–1609)
- Johannes Aurifaber (Johann Goldschmidt, 1517–1568)
- Johannes Aventinus (Johann Georg Turmair aus Abensberg, 1477–1534)
- Avicenna (Ibn Sina Abū ‘Alī al-Husayn, 980–1037)

### B
- Hermolaus Barbarus (Ermolao Barbaro, 1454–1493)
- Franciscus Barocius (Francesco Barozzi, 1537–1604)
- Wilhelm Baudartius (Willem Baudaert, 1565–1640)
- Franciscus Blanchinus (Francesco Bianchini, 1662–1729)
- Johannes Blanchinus (Giovanni Bianchini, 1410–nach 1469)
- Flavius Blondus (Flavio Biondo, 1388–1463)
- Buderus (Buder, siehe Weblink, von Buder zu Buderus. Seite 206)
- Boadicea (Boudicca, um 60)
- Gerardus Bontius (Geraert de Bondt, um 1536–1599)
- Carolus Borromeus (Carlo Borromeo, 1538–1584)
- Brocardus (Burchard, 965–1025)
- Gabriel Bucelinus (Gabriel Buzlin, 1599–1681)
- Guglielmus Budaeus (Guillaume Budé, 1468–1540)
- Philippus Callimachus Experiens (Filippo Buonaccorsi, 1437–1497)

### C
- Sethus Calvisius (Seth Kalwitz, 1556–1615)
- Joachim Camerarius der Ältere (Joachim Kammermeister, 1500–1574)
- Franz Ludwig Cancrin  (Franz Ludwig Krebs, 1738–1816)
- Georgius Capellanus (Eduard Johnson, 1840–1903)
- Johannes Carion (Johann Nägelin, 1499–1537)
- Ludwig Carinus (Ludwig Kiel, 1496–1569)
- Cavalerius (Bonaventura Cavalieri, 1598–1647)
- Renatus Cartesius (René Descartes, 1596–1650)
- Johannes Caselius (Johannes Bracht, 1533–1613)
- Heinrich Castritius Geldorp (Hendrik van Casteren, 1522–1585)
- Conrad Celtis (Konrad Pickel, 1459–1508)
- Johannes Cincinnius (Johannes Kruyshaer, 1485–1555)
- Nikolaus Cisnerus (Nikolaus Kistner, 1529–1583)
- Carolus Clusius (Charles de l’Écluse, 1526–1609)
- Iohannes Cochanovius (Jan Kochanowski, 1530–1584)
- Collimitius (Georg Tannstetter, 1482–1535)
- Christoph Columbus (Cristoforo Colombo, 1451–1506)
- Iohannes Comenius (Jan Amos Komenský, 1592–1670)
- Confucius (Kǒng Fū Zǐ, 551–479 v. Chr.)
- Nicolaus Copernicus (Niklas Koppernigk, 1473–1543)
- Euricius Cordus (Heinrich Ritze, 1486–1535)
- Balthasar Crusius (Balthasar Kraus, 1550–1630)
- Nicolaus Cusanus (Nicolaus Cryfftz, 1401–1464)
- Johannes Cuspinian (Johannes Spießheimer, 1473–1529)
- Cyriacus Anconitanus (Ciriaco de’ Pizzicolli, 1391–1455)

### E
- Johannes Sylvius Egranus (Johannes Wildenauer, † 1535)
- Engentinus (Philipp Engelbrecht, 1490–1528)
- Desiderius Erasmus (Gerrit Gerritszoon, 1466–1536)
- Thomas Erpenius (Thomas van Erpe, 1584–1624)
- Leonhardus Eulerus (Leonhard Euler, 1707–1783)
- Jacobus Faber Stapulensis (Jacques Lefèvre d’Étaples, 1450/55–1536)

### F
- Fabricius (eigene Liste mit Latinisierungen)
- Bartholomaeus Facius (Bartolomeo Facio, 1400–1457)
- Fallopius (Gabriele Falloppio, 1523–1562)
- Marsilius Ficinus (Marsilio Ficino, 1433–1499)
- Hermannus Finckius (Hermann Finck, 1527–1558)
- Matthias Flacius (Matija Vlačić, 1520–1575)
- Franciscus Florius (Franz Flori, um 1530–1588)
- Jacobus Florius (Jakob Flori, um 1552–1599)
- Jacobus Furnerius (Jacques Fournier, ~1285–1342)

### G
- Geber (Dschābir ibn Hayyān, 721–815)
- Augustinus Gemuseus (Augustin Gschmus, 1490–1543)
- Bartholomäus Gesius (Bartholomäus Göß, 1562–1613)
- Jakobus Greselius (Jakob Gresel, 1483–1552)
- Hugo Grotius (Huig de Groot, 1583–1645)
- Gryphius (eigene Liste mit Latinisierungen)
- Joseph Guarnerius (Giuseppe Guarneri, 1698–1744)

### H
- Martin Hayneccius (Martin Heinigke, 1544–1611)
- Helius Eobanus Hessus (Eoban Koch, 1488–1540)
- Johannes Hevelius (Johannes Hewelcke, 1611–1687)
- Johannes Fridericus Hodannus (Johann Friedrich Hodann, 1674–1745)
- Lucas Holstenius (Lukas Holste, 1596–1661)
- Christianus Hugenius (Christiaan Huygens, 1629–1695)

### I
- Cornelius Iansenius (Cornelius Jansen, 1585–1638)
- Iohannes Iessenius (János Jeszenszky oder Ján Jesenský, 1566–1621)
- Henricus Institor (Heinrich Kramer, 1430–1505)
- Johannes Justus von Landsberg (Johannes Gerecht, ca. 1490–1539)

### K
- Iohannes Keplerus (Johannes Kepler, 1571–1630)

### L
- Dionysius Lambinus (Denis Lambin, 1520–1572)
- Laocius (Lǎozǐ, Lao-Tse, 6. Jh. v. Chr.)
- Carolus Linnaeus (Carl von Linné, 1707–1778)
- Iustus Lipsius (Joest Lips, 1547–1606)
- Gisbert Longolius (Gijsbert van Langerack, 1507–1543)
- Petrus Lotichius Secundus (Peter Lotz, 1528–1560)
- Friedrich Lucae (Friedrich Lichtstern, 1644–1708)
- Eduardus Lupus (Duarte Lobo, 1565–1646)
- Martinus Lutherus (Martin Luther, 1483–1546)

### M
- Aldus Manutius (Aldo Manuzio, 1449–1515)
- Simon Marius (Simon Mayr, 1573–1624)
- Andreas Masius (Andreas Maes, 1514–1573)
- Paulus Melissus (Paul Schad, 1539–1602)
- Mencius (Mèngzǐ, um 370–290 v. Chr.)
- Gerardus Mercator (Gerard de Kremer, 1512–1594)
- Nicolaus Mercator (Nikolaus Kauffmann, 1620–1687)
- Marinus Mersenius (Marin Mersenne, 1588–1648)
- Johannes Micraelius (Johannes Lütkeschwager, 1597–1658)
- Jakob Micyllus (Moltzer, 1503–1558)
- Milichius (Jakob Mühlich, 1501–1559)
- Ambrosius Moibanus (Ambrosius Moyben, 1494–1554)
- Jacob Montanus (Jakob Berg, um 1460–1534)
- Thomas Morus (Thomas More, 1478–1535)
- Petrus Mosellanus (Peter Schade, 1493–1524)
- Muretus (Marc Antoine Muret, 1526–1585)
- Andreas Musculus (Andreas Meusel, 1514–1581)
- Mutianus Rufus (Konrad Muth, 1470–1526)

### N
- Paulus Niavis (Paul Schneevogel, um 1460–1514)
- Jeremias Nigrinus (Jeremias Schwartz, 1596–1646)
- Petrus Nonius (Pedro Nunes, 1502–1578)
- Nostradamus (Michel de Nostredame, 1503–1566)
- Johannes Nucius (Johannes Nüßler, 1556–1620)
- C. Arrius Nurus (Harry C. Schnur, 1907–1979)

### P
- Balthasar Pacimontanus, Balthasar Hubmaier, auch Friedberger genannt (1485–1528)
- Ianus Pannonius (János Csezmicei bzw. Ivan Česmički, 1434–1472)
- Paracelsus (Theophrastus Bombast von Hohenheim, um 1494–1541)
- Franciscus Philelphus (Francesc Filelfo, 1398–1481)
- Johannes Piscator (Johannes Fischer, 1546–1625)
- Julius Pomponius Laetus (Giulio Pomponio Leto, 1428–1498)
- Jacobus ad Portum (Jakob Amport, 1580–1636)
- Michael Praetorius (Michael Schultheiß, 1571–1621)
- Purbachius (Georg von Peuerbach, 1423–1461)

### R
- Johannes Ravisius (Jean Tixier de Ravisi, 1480–1524)
- Regiomontanus (Johannes Müller aus Königsberg, 1436–1476)
- Balthasar Resinarius (Balthasar Harzer, um 1480–um 1544)
- Beatus Rhenanus (Beat Bild, 1485–1547)
- Paulus Ricius (Paul Ritz, um 1480–1541)
- Girardus Ruffus (Gérard Roussel, um 1500–1550)

### S
- Georg Sabinus (Georg Schuler, 1508–1560)
- Conradus Saccus (Konrad Sack, um 1250–1309)
- Siegfridus Saccus (Siegfried Sack, 1527–1596)
- Henricus Sagittarius (Heinrich Schütz, 1585–1672)
- Johannes Sambucus (János Zsámboky, 1531–1584)
- Johannes Saxonius (Johann Sachse, † 1561)
- Justus-Georgius Schottelius (Justus Georg Schottel, 1612–1676)
- Michael Servetus (Miguel Serveto y Reves, 1511–1553)
- Paulus Speratus (Paul Hoffer, 1484–1551)
- Angelus Silesius (Johannes Scheffler, 1624–1677)
- Johannes Stabius (Johannes Stöberer oder Stab, um 1460–1522)
- Georg Stampelius (Georg Stampel, 1561–1622)
- Gerardus Stederburgensis (Gerhard von Steterburg, † 1209)
- Andreas Stiborius (Andreas Stöberl, um 1464–1515)
- Antonius Stradivarius (Antonio Stradivari, 1648–1737)
- Christophorus Stymmelius (Christoph Stummel, 1525–1588)
- Suavius (Daniel Sudermann, 1550–1631)
- Actius Syncerus (Jacopo Sannazaro, 1456–1530)
- Gerardus Synellius (Gerard Schnell, um 1470–1552)

### T
- Jacobus Tappius (Jacob Tappe, 1603–1680)
- Marcus Tatius (Markus Tach, um 1509–1562)
- Johannes Trithemius (Johannes Heidenberg oder Zeller, 1462–1516)
- Petrus Tritonius (Peter Treybenreif, 1465–ca. 1525)

### U
- Zacharias Ursinus (Zacharias Baer, 1534–1584)

### V
- Joachim Vadianus (Joachim von Watt, 1484–1551)
- Andreas Vesalius (Andries van Wesel, 1514–1564)
- Americus Vespucius (Amerigo Vespucci, 1451–1512)
- Petrus Victorius (Pietro Vettori, 1499–1585)
- Franciscus Vieta (François Viète, 1540–1603)
- Adolphus Vorstius (Voorst, 1597–1663)
- Aelius Everardus Vorstius (Voorst, 1565–1624)
- Melchior Vulpius (Fuchs, 1570–1615)